# نهر كالكاسيو
نهر كالكاسيو (بالإنجليزية: Calcasieu River)‏ هو نهر على ساحل الخليج الأمريكي في جنوب غرب ولاية لويزيانا. يبلغ طوله 200 ميل (320 كـم).